# AZZURRO
《AZZURRO》是日本男藝人岩田剛典的個人寫真兼隨筆集，於2016年11月11日由幻冬舍發行。

## 概要
與2014年推出的個人首本寫真集《G 岩田剛典 三代目J Soul Brothers from EXILE TRIBE》不同，《AZZURRO》為寫真集兼隨筆集，當中照片部分遠赴意大利取景拍攝，而隨筆部分則寫下作為EXILE TRIBE一員的日常生活，以及作為藝人對日後展望等真心話，並附有三代目J Soul Brothers其他成員獻給他的話語。
作品分為特別限定版與通常版發行，通常版收錄256頁照片與文字，特別限定版則額外附送特別貼紙以及收錄拍攝花絮的DVD。

## 商業成績
寫真集發行後以超過4萬冊銷量空降《Oricon公信榜》書籍榜第5位以及寫真集分榜第1位，其後連續三週高據寫真集分榜第1位，並成為同年唯一打進寫真集年榜前10位的男藝人，累計銷量超過7萬冊。

## 資料來源
1. ↑  . 三代目J SOUL BROTHERS from EXILE TRIBE OFFICAL WEBSITE. 2014-02-18  [2021-07-18]. （原始内容存档于2021-07-18） （日语）.
2. 1 2  . ナタリー. 2016-09-20  [2021-07-18]. （原始内容存档于2021-07-18） （日语）.
3. ↑  . Oricon. 2016-11-17  [2021-07-18]. （原始内容存档于2021-07-18） （日语）.
4. ↑  . マイナビ. 2019-08-09  [2021-07-18]. （原始内容存档于2021-07-19） （日语）.
5. 1 2  . Ameba News. 2016-12-01  [2021-07-18]. （原始内容存档于2021-07-18） （日语）.
6. ↑  . Oricon. 2017-08-31  [2021-07-18]. （原始内容存档于2021-07-18） （日语）.

## 外部連結
- 岩田剛典寫真隨筆『AZZURRO』映像片段 （页面存档备份，存于）（日語）